# 市原ひかり
市原 ひかり（いちはら ひかり、1982年12月22日 - ）は、日本の女性ジャズ・トランペット、フリューゲルホルン奏者。

## 人物
- 東京都武蔵野市出身[1]。
- 成蹊小学校、成蹊中学校・高等学校（2001年高校卒業）を経て、洗足学園音楽大学を2005年3月首席で卒業。
- トランペットとの出会いは中学校の吹奏楽部。その後、進学した洗足学園音楽大学のジャズ・コースでジャズ・トランペットの基礎を学び、ジャズトランペッター原朋直に師事。
- ブラストワンピースが優勝した2018年有馬記念がきっかけで競馬にハマる。現在はシルクホースクラブ出資会員となっており、イクイノックスに一口出資していることを明らかにしている[2]。

## 略歴

### 2005年
- ポニーキャニオンよりアルバム『一番の幸せ』でメジャーデビュー。

### 2006年
- ニューヨークにてレコーディングを行った2ndアルバム『Sara Smile』をリリース。
- スイングジャーナル誌のゴールド・ディスクを受賞。
- 第40回ジャズ・ディスク大賞のニュー・スター賞も受賞する。

### 2007年
- 5月、2枚目に続くニューヨーク・レコーディングよる3rdアルバム『スターダスト』をリリース。メンバーは、アダム・バーンバウム（p）、ジョージ・ムラーツ（b）、ビクター・ルイス（ds）、ウェイン・エスコフェリー（ts）、アーロン・ヘイック（as）と当代屈指の名手たちと収録。すべてが市原ひかり自身のオリジナルアレンジによるもの。
- スイングジャーナル誌のゴールド・ディスクを受賞。

### 2008年
- スイングジャーナル誌の第58回日本ジャズメン読者人気投票トランペット部門で第2位を獲得。
- 11月、通算4枚目となるリーダーアルバム『JOY』をリリース。

### 2009年
- 第59回日本ジャズメン読者人気投票トランペット部門で第2位を獲得[3][4]。

### 2010年
- 3月、カルテットでの『Move On』をリリース。

### 2011年
- 6月、『UNITY』をリリース。

### 2012年
- 11月、佐藤浩一とのデュオアルバム『Precioso』をリリース。

### 2014年
- 10月、不朽の名作［華麗なるギャツビー］を題材に制作した『Dear Gatsby』をリリース。

### 2019年
- 4月、アメリカで録音した初のボーカル、トランペット双方を収録した9thアルバム『Sings & Plays』を前作に引き続きポニーキャニオンよりリリース。

## 作品
- 一番の幸せ（2005年8月・ポニーキャニオン）[5]
- SaraSmile（2006年9月・ポニーキャニオン）
- Sardust（2007年5月・ポニーキャニオン）
- JOY（2008年11月・ポニーキャニオン）
- MOVE ON（2010年3月・ポニーキャニオン）
- UNITY（2011年11月・ポニーキャニオン）
- Presioso（2012年11月・ポニーキャニオン）
- Dear Gatsby（2014年10月・ポニーキャニオン）
- SINGS & PLAYS（2019年4月・ポニーキャニオン）

## 出演

### ラジオ
- セッション2020（NHK FM・2020年1月26日）[6]
- セッション2020（NHK FM・2020年5月30日）「選▽市原ひかりスペシャルプロジェクト」として再放送[6]